# Lieinix lala
Lieinix lala is een vlindersoort uit de familie van de Pieridae (witjes), onderfamilie Dismorphiinae.
Lieinix lala werd in 1889 beschreven door Godman & Salvin.